# أوغليتش
أوغليتش (بالروسية: Углич) هي إحدى مدن روسيا في الكيان الفدرالي الروسي ياروسلافل أوبلاست.تقع مدينة أوغليتش على نهر الفولغا، في مقاطعة ياروسلافل وتبعد عن مركز المقاطعة 110 كيلومترات وتعداد نفوسها حوالي 35 الف نسمة. وهي ميناء نهري.

## التاريخ
يتفق الباحثون والمؤرخون على أن تاريخ تأسيس المدينة يعود إلى عام 937 ، وإن اسم المدينة ماخوذ من كلمة «أوغل – الزاوية» حيث ينعطف نهر الفولغا في هذا المكان مشكلا زاوية في مساره، وطبعا هناك تفسيرات أخرى لاسم المدينة منها إن هذا المكان كان مخصصا لتحضير فحم الخشب «أوغل».
منذ القرن الرابع عشر أصبحت المدينة تابعة لامارة موسكو. لقد تعرضت المدينة خلال تاريخها الطويل إلى عدد من الحرائق وعمليات السلب والنهب من قبل التتار والمغول والبولنديين.
خلال فترة حكم القيصر ايفان الرابع سلمت المدينة إلى شقيقه الصغير يوري. لقد ساعد سكان المدينة القيصر في حملته لاحتلال قازان، حيث تم فيها بناء القلعة الخشبية التي نقلت عبر نهر الفولغا والتي تشكل اساس مدينة سفياجسك الحالية.
تم في عام 1939 الانتهاء من إنشاء بحيرة أوغليتش الصناعية، وفي عام 1950 انجز العمل في بناء المحطة الكهرمائية وبدأت بانتاج الطاقة الكهربائية.

## السياحة في المدينة
أصبحت المدينة نظرا لتاريخها العريق قبلة للسياح من داخل روسيا وخارجها، حيث يزيد عددهم على ربع مليون سائح سنويا وهذا الرقم في ازدياد مستمر.
ومن أشهر معالم المدينة، الكرملين وغرف الامراء (1480) والتي تقع فوقها قاعة العرش التي فيها الموقد المزخرف.
من أهم المباني الموجودة ضمن حدود الكرملين، كنيسة تجلي المخلص التي بنيت عام 1713 . جدران الكنيسة من الداخل منقوشة ومزخرفة بموجب الكتاب المقدس. ايقوناستاس الكنيسة يتكون من ستة صفوف عليها ايقونات من الفترة المحصورة بين القرنين الـ 15 والـ 18 . ويقع إلى جانب الكنيسة برج الاجراس (1730) الذي ارتفاعه 37 متر.
وتقع في الجزء الشمالي – الشرقي للكرملين كنيسة ولي العهد القديس دميتري على الدم (1692) التي بنيت في المكان الذي قتل فيه ولي العهد. توجد ضمن ايقوناستاس الكنيسة، ايقونة عذراء سمولينسك المهداة من قبل القيصر ميخائيل فيودوروفيتش.
ويقع جنوب الكرملين مبنى دير اليكسييف الذي بني عام 1371 وكنيسة صعود العذراء والتي نظرا لروعتها يطلق عليها اسم «الرائعة العجيبة» والتي هي أحد رموز المدينة. على مقربة من هذه الكنيسة شيدت كنيسة يوحنا السباق (المعمدان) الصغيرة، التي بنيت عام 1681 .

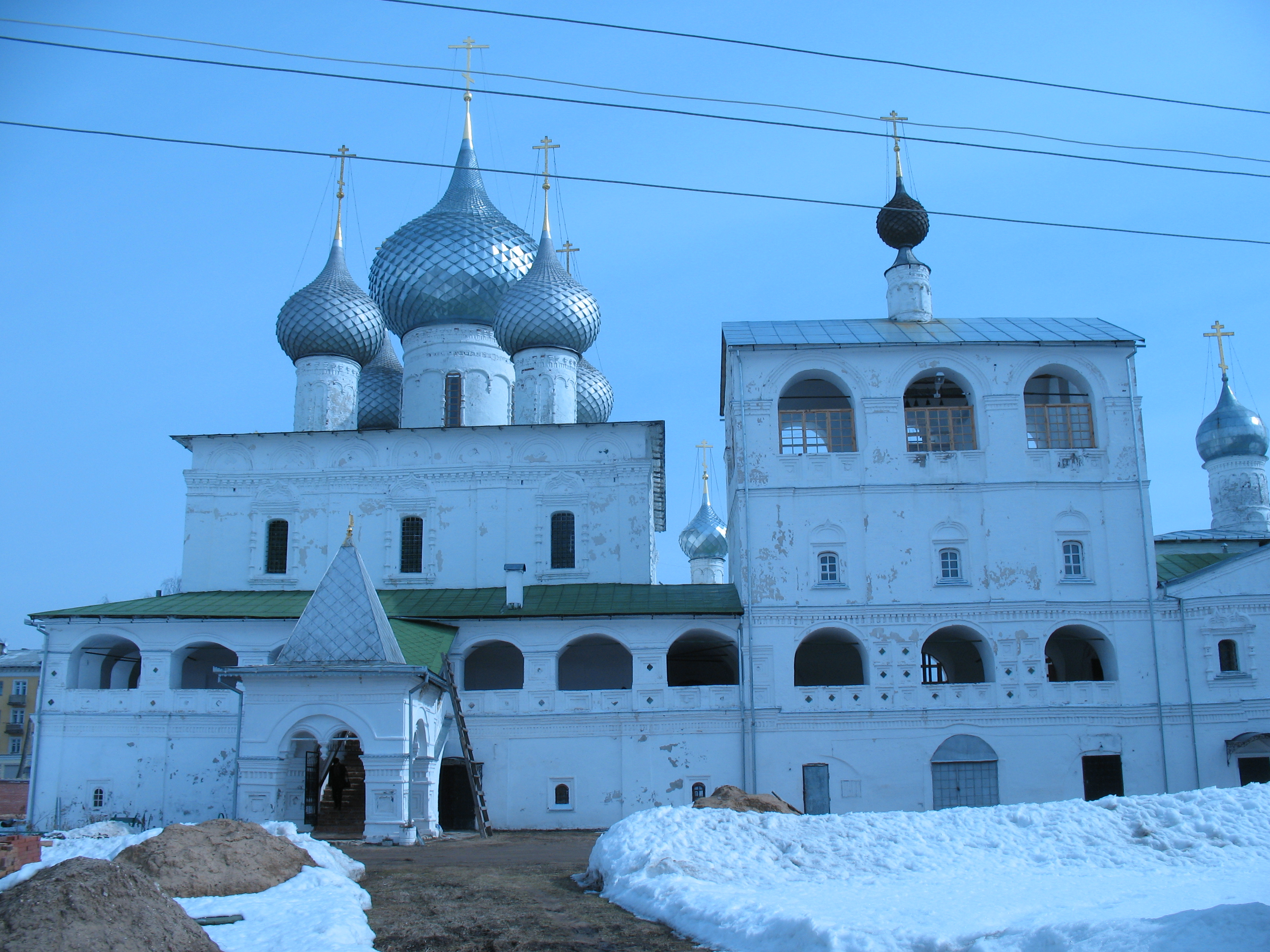
دير القيامة

وهناك كنيسة ايقونة عذراء كورسون التي شيدت عام 1730 على الطراز المتبع في أوغليتش والنموذجي للكنائس.
أما دير القيامة فيعود تاريخ تاسيسه إلى عام 1674 . يتوسط فناء الدير كاتدرائية القيامة بجناحيها والمحاطة برواق ذي اقواس. وترتبط بالكاتدرائية كنيسة مريم المصرية وبرج الاجراس وقاعة الطعام وكنيسة صغيرة فيها برج الساعة. جميع هذه المباني مرتبطة في ما بينها بواسطة الرواق.
وهناك كنائس واديرة تاريخية أخرى في المدينة، مثل دير ظهور الرب (القرن 14).
كما توجد في المدينة مباني تاريخية مثل مبنى البرلمان (1815) ومبنى المتاجر (نهاية القرن 17) وغيرها من الدور السكنية التي كانت تعود إلى اغنياء تجار المدينة.